# Dolichopeza (Nesopeza) extrudens
Dolichopeza (Nesopeza) extrudens is een tweevleugelige uit de familie langpootmuggen (Tipulidae). De soort komt voor in het Oriëntaals gebied.